# Mesacanthus
Mesacanthus ('middelste stekel') is een geslacht van uitgestorven acanthodische vissen uit het Vroeg-Devoon van Schotland. Het is een van de meest basale van de Acanthodii uit het Devoon.

## Beschrijving
Lichaamsfossielen van Mesacanthus hebben borst-, bekken-, anale- en rugvinstekels, evenals een paar prepelvische stekels, die tussen de borst- en buikvinstekels liggen. Ze hebben ook kleine, ongeornamenteerde, ruitvormige schubben. Volgens Louis Agassiz heeft het geslacht ook een duidelijke staart waarin de bovenste lob zich uitstrekt tot een scherpe punt en de onderste lob een kleine driehoek vormt. Over het algemeen is het geslacht klein (gemiddelde lengte is dertig millimeter) en redelijk conservatief, anatomisch gezien, voor Acanthodii.

## Taxonomie
Het geslacht werd in 1888 benoemd door door Ramsay Heatley Traquair om bepaalde soorten te huisvesten die eerder door Louis Agassiz aan Acanthodes waren toegewezen. Deze soorten omvatten Mesacanthus mitchelli (holotype NHMUK PV P560), Mesacanthus pusillus, Mesacanthus peachi en Mesacanthus coriaceus. Het geslacht wordt gevonden in zowel de lagere Old Red Sandstone als de midden Old Red Sandstone verzamelingen, waarbij Mesacanthus pusillus, Mesacanthus peachi en Mesacanthus coriaceus bekend uit het Midden-Devoon en Mesacanthus mitchelli de enige bekende soorten uit het Vroeg-Devoon zijn. Arthur Smith Woodward maakte in 1891 formeel een synoniem van Mesacanthus peachi en Mesacanthus coriaceus. De typesoort is Acanthodes pusillus. De syntypen daarvan zijn mogelijkerwijs ROM 25872, ROM 25846 en ELGNM 1978.191.1 maar door een slechte documentatie is dit onzeker. In 2015 heeft een in PeerJ gepubliceerde studie de twee overgebleven soorten (Mesacanthus pusillus en Mesacanthus peachi) uit het Midden-Devoon opnieuw beoordeeld en vastgesteld dat ze ook niet van elkaar te onderscheiden waren. Daarom worden momenteel slechts twee soorten uit het Orcadian Basin en de Midland Valley-gebieden van Schotland als geldig beschouwd: Mesacanthus mitchelli uit het Vroeg--Devoon en Mesacanthus pusillus uit het Midden-Devoon.